# Rhinolophus malayanus
Rhinolophus malayanus is een zoogdier uit de familie van de hoefijzerneuzen (Rhinolophidae). De wetenschappelijke naam van de soort werd voor het eerst geldig gepubliceerd door Bonhote in 1903.